# I Cavalieri dello zodiaco - Hades
I Cavalieri dello zodiaco - Hades (聖闘士星矢 冥王ハーデス十二宮編?, Seinto Seiya Meiō Hādesu Jūnikyū Hen, lett. "Saint Seiya capitolo Hades e le Dodici Case") è un videogioco di genere picchiaduro a incontri ambientato nel mondo dei Cavalieri dello zodiaco, in particolare nella serie di Hades. È un sequel diretto del capitolo Il Santuario.

## Modalità di gioco
- Hades (modalità storia)
- Guerra dei 1000 Giorni (modalità versus)
- La Leggenda (modalità arcade)
- Scontro Infinito (modalità survival)
- Scontro Lampo (modalità sfida a tempo)
- Vacanze Zodiacali (sezione con i modellini Myth, i personaggi con la grafica 3D del gioco, i filmati e le tracce audio del gioco.)

## Analisi del gioco
Rispetto al precedente I Cavalieri dello zodiaco - Il Santuario, Hades aumenta il numero di modalità tipiche dei picchiaduro, come la modalità arcade e survival, mentre la modalità "Gran Sacerdote" è stata rimossa. La grafica è stata leggermente migliorata ma presenta alcuni bug, i movimenti rispetto al gioco precedente sono resi molto più fluidi, la risposta ai comandi è rapida, e le arene sono rese molto più spaziose (ma in numero minore) e percorribili in pochi secondi, spostandosi molto rapidamente e riuscendo anche facilmente a ruotare attorno all'avversario per prenderlo alle spalle. Gli attacchi speciali, chiamati Big Bang e già presenti nel capitolo precedente, sono diventati più veloci da caricare ma molto più difficili da contrattaccare per il giocatore, mentre le combo dei singoli personaggi sono aumentate di numero e stavolta richiedono una precisa combinazione di tasti.
Il numero dei filmati tridimensionali è stato ridotto notevolmente e la trama è raccontata per buona parte con lunghi dialoghi privi di animazioni; inoltre la storia non prende tutta la saga di Hades, e si ferma invece alla possessione di Andromeda da parte del dio. I personaggi realmente nuovi rispetto al precedente capitolo sono Kanon, Gemini (buono), Shin, Minosse, Rhadamante, Eaco e Orpheo, mentre sono stati rimossi i tre cavalieri d'acciaio Shadìr, Benam e Lear.

## Personaggi e doppiatori

### Cavalieri di bronzo
- Pegasus - Masakazu Morita (con prima armatura, seconda danneggiata, finale, d'oro, Sagitter)
- Cristal - Hiroaki Miura (con prima armatura, seconda danneggiata, finale, d'oro, Aquarius)
- Sirio - Takahiro Sakurai (con prima armatura, seconda danneggiata, finale, d'oro, Libra)
- Andromeda - Yuuta Kasuya (con prima armatura, seconda danneggiata, finale, d'oro)
- Phoenix - Katsuyuki Konishi (con prima armatura, seconda danneggiata, finale, d'oro)

### Cavalieri d'oro
- Mur Dell'Ariete - Takumi Yamazaki
- Shin Dell'ariete - Nobuo Tobita (surplice, d'oro se selezionato con triangolo)
- Aldebaran Del Toro - Tesshō Genda
- Saga Dei Gemelli - Ryōtarō Okiayu (surplice, solo armatura, d'oro)
- Kanon Dei Gemelli - Ryōtarō Okiayu
- Death Mask Del Cancro - Ryoichi Tanaka (surplice, d'oro)
- Ioria Del Leone - Hideyuki Tanaka
- Shaka Della Vergine - Yūji Mitsuya
- Maestro Dei Cinque Picchi/Dohko Della Bilancia - Kenyuu Horiuchi
- Milo Dello Scorpione - Toshihiko Seki
- Micene Del Sagittario - Yuusaku Yara
- Shura Del Capricorno - Takeshi Kusao (surplice, d'oro)
- Camus Dell'Acquario - Nobutoshi Canna (surplice, d'oro)
- Aphrodite Dei Pesci - Keiichi Nanba (surplice, d'oro)

### Specter
- Minos Di Grifon - Kouichi Toochika
- Rhadamante Della Viverna - Takehito Koyasu
- Aiacos Di Garuda - Shinichiro Miki

### Cavalieri d'argento
- Orpheo Della Lira - Hiroshi Kamiya
- Marin Dell'Aquila/Castalia - Fumiko Inoue
- Shaina Dell'Ofiuco/Tisifone - Yuka Komatsu

### Personaggi non selezionabili
- Lady Isabel - Fumiko Orikasa
- Pandora - Maaya Sakamoto
- Maestro dei Cinque Picchi (anziano) - Kouji Yada
- Narratore - Hideyuki Tanaka
- Tisifone Armatura D'Oro - Yuka Komatsu (presente solo come sfidante nel primo gioco per PlayStation 2 della saga)
- Pegasus, Sirio, Cristal, Andromeda e Phoenix con le Armature divine (God Cloths)